# Brockton Point
Brockton Point är en udde i Kanada.   Den ligger i provinsen British Columbia, i den sydvästra delen av landet, 3 500 km väster om huvudstaden Ottawa.
Terrängen inåt land är varierad. Havet är nära Brockton Point västerut.Runt Brockton Point är det mycket tätbefolkat, med 4 842 invånare per kvadratkilometer.. Närmaste större samhälle är Vancouver, 5,7 km söder om Brockton Point. 
Runt Brockton Point är det i huvudsak tätbebyggt.